# Schweizer Bürgerrecht

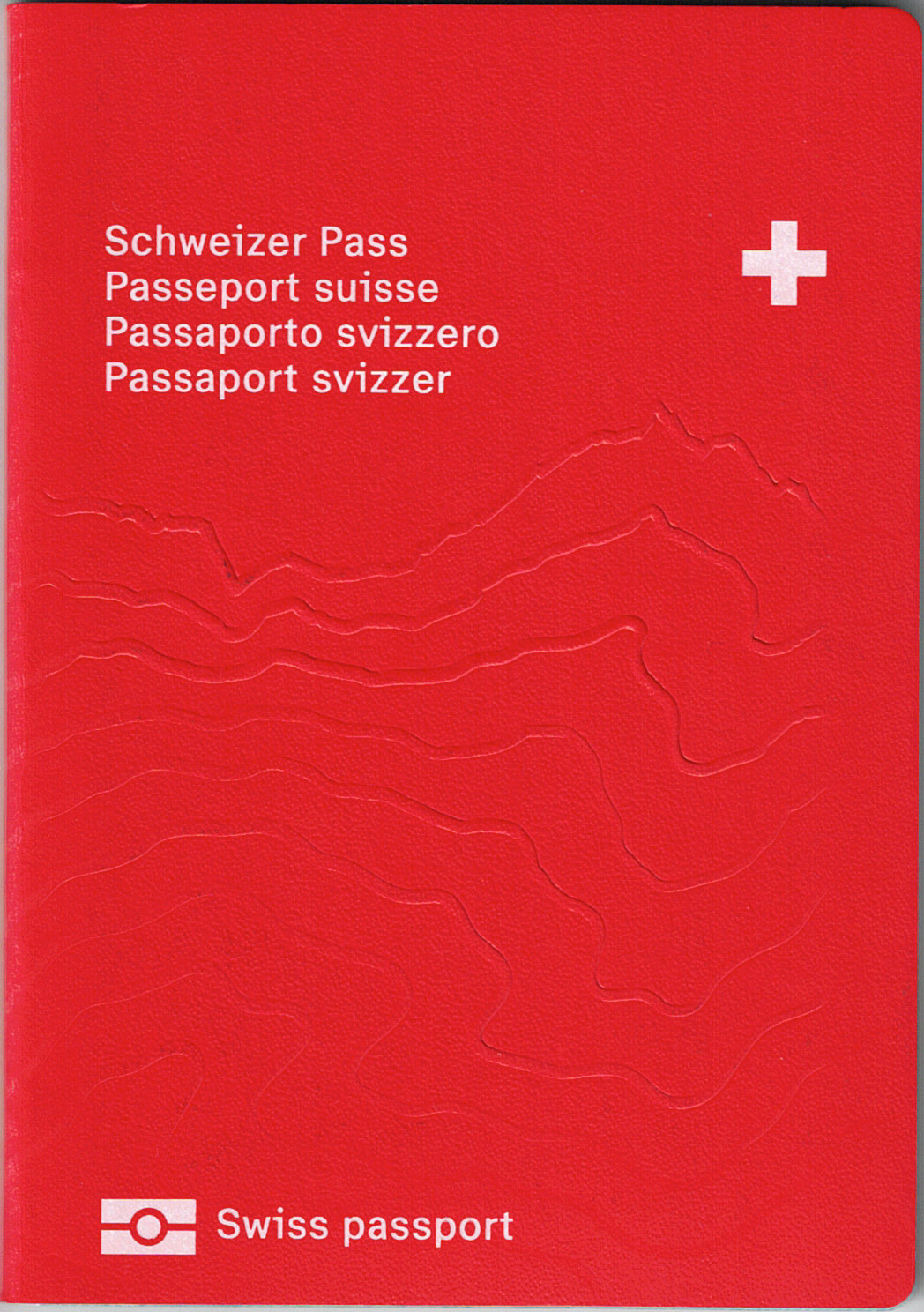
Der Schweizer Pass (2022) dient zum Nachweis des Schweizer Bürgerrechts (ebenso die Identitätskarte)

Das Schweizer Bürgerrecht (schweizerhochdeutsch auch Schweizerbürgerrecht geschrieben, französisch nationalité suisse, italienisch Cittadinanza svizzera, rätoromanisch Burgais svizzer) ist die rechtliche Zugehörigkeit einer natürlichen Person zur Schweizerischen Eidgenossenschaft, also die schweizerische Staatsbürgerschaft.
Sie wird in den Artikeln 37 und 38 der Bundesverfassung der Schweizerischen Eidgenossenschaft (BV) und im Bürgerrechtsgesetz (BüG) geregelt.

## Verhältnis zu Kantons- und Gemeindebürgerrecht
Das Schweizer Bürgerrecht kann gemäss Art. 37 Abs. 1 der Bundesverfassung nicht ohne gleichzeitigen Erwerb des Bürgerrechts einer Gemeinde (beziehungsweise in Appenzell Innerrhoden eines Landesteils) und des Bürgerrechts des Kantons erworben werden. Die verschiedenen Bürgerrechte – also Gemeinde- und Kantonsbürgerrecht – können für Ausländer nur gemeinsam erlangt werden; bedingte Zusicherungen sind allerdings möglich. Gemeinde- und Kantonsbürgerrecht vermitteln das Schweizer Bürgerrecht. In Art. 38 Abs. 2 der Bundesverfassung ist festgehalten, dass der Bund Mindestvorschriften für die Einbürgerung von Ausländern durch die Kantone definiert und die Einbürgerungsbewilligung erteilt.
Die Gemeinde, deren (Gemeinde-)Bürgerrecht ein Schweizer besitzt, wird Bürgerort (auch Heimatort) genannt. Dieser ist heute in der Praxis von geringer Bedeutung. Für die Ausübung der politischen Rechte ist der Wohnsitz eines Schweizer Bürgers massgebend und nicht dessen kantonales bzw. kommunales Bürgerrecht.

## Erwerb
Der Erwerb des Schweizer Bürgerrechts erfolgt entweder von Gesetzes wegen oder durch Einbürgerung.

### Erwerb von Gesetzes wegen
Beim Erwerb von Gesetzes wegen erhalten alle Personen, die bestimmte Voraussetzungen erfüllen, das Bürgerrecht automatisch. Tragendes Prinzip ist dabei das Ius sanguinis, wonach die Abstammung und nicht der Geburtsort für das Bürgerrecht massgebend ist.
Das eheliche Kind einer Schweizerin oder eines Schweizers und das nicht-eheliche Kind einer Schweizerin erwerben das Schweizer Bürgerrecht von Gesetzes wegen mit der Geburt (Art. 1 Abs. 1 BüG). Ebenso erwirbt das nichteheliche, unmündige Kind eines Schweizer Vaters das Schweizer Bürgerrecht «wie wenn der Erwerb mit der Geburt erfolgt wäre» durch die Vaterschaftsanerkennung (Art. 1 Abs. 2 BüG). Ein unmündiges ausländisches Kind, das von einem Schweizer Bürger adoptiert wird, erwirbt damit ebenfalls das Schweizer Bürgerrecht (Art. 4 BüG).
Nach Artikel 3 BüG erhält auch ein in der Schweiz gefundenes Kind mit unbekannter Abstammung (Findelkind) das Schweizer Bürgerrecht. Dieses geht allerdings wieder verloren, falls während der Unmündigkeit eine Staatsangehörigkeit durch die Abstammung festgestellt und das Kind dadurch nicht staatenlos wird.

### Einbürgerung
Beim Erwerb des Bürgerrechts durch Einbürgerung wird zwischen der ordentlichen und der erleichterten Einbürgerung unterschieden. Der Eingebürgerte muss seine ursprüngliche Staatsangehörigkeit nicht aufgeben; mehrfache Staatsangehörigkeit ist nach Schweizer Recht seit 1992 uneingeschränkt möglich. Für die Einbürgerung dürfen seit 2006 nur noch kostendeckende Gebühren erhoben werden, zuvor machten Kantone und Gemeinden im ordentlichen Einbürgerungsverfahren die Gebühr nicht selten vom Einkommen und Vermögen des Gesuchstellers abhängig sowie in bestimmten Fällen bei männlichen Bewerbern vom bis anhin ersparten Militärpflichtersatz.

#### Ordentliche Einbürgerung
In der Schweiz wird die ordentliche Einbürgerung grundsätzlich nicht vom Bund, sondern von einer Gemeinde durch Verleihung des Gemeindebürgerrechts durchgeführt. Dabei prüft der Bund aber im Vorfeld, ob die von ihm erlassenen Mindestvorschriften erfüllt sind; dieser erteilt sodann eine räumlich und zeitlich begrenzte Einbürgerungsbewilligung. Anschliessend kommen die Bestimmungen des Kantons und der Gemeinde zur Anwendung.
Auf Ebene des Bundes wird verlangt, dass der Gesuchsteller insgesamt zehn Jahre in der Schweiz gelebt hat, davon drei in den letzten fünf Jahren vor Einreichung des Einbürgerungsgesuches. Die Zeit, während welcher der Bewerber zwischen seinem vollendeten 8. und 18. Lebensjahr in der Schweiz gelebt hat, wird dabei doppelt gezählt (Art. 9 BüG). Reduzierte Fristen gelten für Personen, die seit drei Jahren in einer eingetragenen Partnerschaft mit einem Schweizer Bürger resp. einer Schweizer Bürgerin leben. Verlangt werden in diesem Fall fünf Jahre Wohnsitz in der Schweiz, davon ein Jahr unmittelbar vor der Gesuchstellung (Art. 10 BüG).
Weiter verlangt der Bund, dass der Bewerber erfolgreich integriert und mit den schweizerischen Lebensverhältnissen vertraut ist sowie die innere und äussere Sicherheit der Schweiz nicht gefährdet (Art. 11 BüG). Eine erfolgreiche Integration zeigt sich insbesondere im Beachten der öffentlichen Sicherheit und Ordnung, in der Respektierung der Werte der Bundesverfassung, in der Fähigkeit, sich im Alltag in Wort und Schrift in einer Landessprache zu verständigen, in der Teilnahme am Wirtschaftsleben oder am Erwerb von Bildung und in der Förderung und Unterstützung der Integration der Ehefrau oder des Ehemannes, der eingetragenen Partnerin oder des eingetragenen Partners oder der minderjährigen Kinder, über welche die elterliche Sorge ausgeübt wird (Art. 12 BüG). Der Wohnsitzkanton und, falls das kantonale Recht dies vorsieht, die Wohnsitzgemeinde prüfen das Vorliegen dieser Voraussetzungen und leiten das Gesuch an das Staatssekretariat für Migration (SEM) weiter, das die Einbürgerungsbewilligung des Bundes erteilt, falls alle formellen und materiellen Voraussetzungen erfüllt sind (Art. 13 BüG).
Die Kantone können weitere Integrationskriterien vorsehen (Art. 12 Abs. 3 BüG). Die Anforderungen, welche die Kantone und Gemeinden stellen, sind höchst unterschiedlich. Allerdings werden die Unterschiede durch bundesrechtliche Vorgaben zunehmend ausgeglichen.
Der Kanton Schwyz etwa verlangt zusätzlich zu den bundesrechtlichen Anforderungen einen tadellosen Leumund und Wohnsitz während fünf der letzten zehn Jahre in einer schwyzerischen Gemeinde. Im Kanton Graubünden wiederum sind unter anderem die Vertrautheit mit einer Kantonssprache und eine gesicherte Existenzgrundlage erforderlich. Auf Gemeindeebene werden üblicherweise Eingliederung und gute Kenntnisse der Sprache verlangt. Zudem muss ein Kandidat eine Mindestdauer – meist ohne Unterbrechung – in der betreffenden Gemeinde (und/oder Kanton) wohnhaft gewesen sein: In der Regel sind es zwei bis fünf Jahre, doch es gibt Ausnahmen wie zum Beispiel im Kanton Genf, wo es nur eine Mindestdauer für den Kanton gibt (2 Jahre, davon 12 Monate vor der Antragsstellung) und keine für die betreffende Gemeinde.
Je nach Gemeinde nimmt eine spezielle Einbürgerungskommission, die Gemeindeexekutive oder die Gemeindelegislative den Einbürgerungsakt vor. Der Bewerber kann einer mündlichen Befragung unterzogen werden, damit die Behörde über die sprachlichen Fähigkeiten und die Integration in die Wohngemeinde Bescheid weiss. Andere Gemeinden schicken (zusätzlich) Einbürgerungswillige zu schriftlichen Tests über Sprach- und Orts-, Geschichts- und Staatskundekenntnisse. Ein schweizweiter Wissenstest existiert jedoch nicht, respektive nur als Aprilscherz von Radio SRF 1. Fragen in Gemeindefragebogen über rein lokale Gegebenheiten wurden in Einzelfällen als unzulässig eingeschätzt.
Wiederholt wurden Bewerber von einer Gemeindeversammlung abgelehnt, weil sie aus einem bestimmten Land stammten. Im Fall von Emmen wurden im Jahr 2000 zwölf Italiener eingebürgert, 38 Ex-Jugoslawen und einige Polen aber nicht. Abgewiesene Ausländer klagten dann bis zum Bundesgericht, welches 2003 festhielt, dass bei Einbürgerungen die Bestimmungen der Bundesverfassung wie Willkürverbot, Diskriminierungsverbot und Anspruch auf rechtliches Gehör zu beachten sind. In der Folge wurde auch das Gesetz angepasst: Die Ablehnung eines Einbürgerungsgesuches ist zu begründen (Art. 16 BüG). Somit ist die unbegründete, anonyme Stimmabgabe in der Gemeindelegislative in Einbürgerungsfragen verfassungswidrig.

#### Erleichterte Einbürgerung
Die erleichterte Einbürgerung wird direkt von der Bundesbehörde – dem Staatssekretariat für Migration (SEM) – vorgenommen. Dabei wird der Kanton vorgängig angehört (Art. 25 BüG). Für eine erleichterte Einbürgerung gelten dieselben materiellen Voraussetzungen wie für die ordentliche Einbürgerung (Art. 11, 12 und 26 BüG).
Ein Gesuch um erleichterte Einbürgerung kann stellen (Art. 21–24a BüG):
1. der Ehemann bzw. die Ehefrau eines Schweizer Bürgers. Hierzu muss der Gesuchsteller insgesamt fünf Jahre in der Schweiz gewohnt haben, das letzte Jahr in der Schweiz verbracht haben und seit drei Jahren in ehelicher Gemeinschaft mit dem Schweizer Bürger leben.
2. der Ehemann bzw. die Ehefrau eines Auslandschweizers. Hierzu muss der Gesuchsteller seit sechs Jahren mit dem Schweizer Bürger in ehelicher Gemeinschaft leben und mit der Schweiz eng verbunden sein.
3. ein staatenloses Kind, das insgesamt fünf Jahre in der Schweiz gelebt hat und das letzte Jahr in der Schweiz verbrachte.
4. wer fünf Jahre gutgläubig annahm, Schweizer Bürger zu sein und in dieser Zeit von kantonalen oder kommunalen Behörden als solcher behandelt wurde.
5. ein ausländisches Kind, das in die Einbürgerung eines Elternteils nicht einbezogen wurde. Hierzu darf es zum Zeitpunkt des Gesuchs das 22. Lebensjahr nicht vollendet haben, weiter muss es insgesamt fünf Jahre in der Schweiz gewohnt und die letzten drei Jahre in der Schweiz verbracht haben.

Eine Person der dritten Ausländergeneration kann bis zu ihrem vollendeten 25. Altersjahr ein Gesuch um erleichterte Einbürgerung einreichen. Sie muss in der Schweiz geboren sein, eine Niederlassungsbewilligung besitzen und während mindestens fünf Jahren die obligatorische Schule in der Schweiz besucht haben. Ein Elternteil muss eine Niederlassungsbewilligung erworben, sich mindestens zehn Jahre in der Schweiz aufgehalten und während mindestens fünf Jahren die obligatorische Schule in der Schweiz besucht haben. Ein Grosselternteil muss in der Schweiz geboren worden sein, oder es muss glaubhaft sein, dass er ein Aufenthaltsrecht erworben hat. Diese am 15. Februar 2018 in Kraft getretene Regelung ist Folge der Annahme der Ergänzung von Art. 38 der Bundesverfassung mit einem neuen Absatz 3 in der Volksabstimmung vom 12. Februar 2017.

#### Wiedereinbürgerung
Über die Wiedereinbürgerung wird vom Bundesamt nach Anhörung des Kantons entschieden (Art. 29 BüG). Wer das Schweizer Bürgerrecht verloren hat, kann innert zehn Jahren einen Wiedereinbürgerungsantrag stellen; nach Ablauf der Frist sind drei Jahre Aufenthalt in der Schweiz erforderlich (Art. 27 BüG). Es gelten dieselben materiellen Voraussetzungen wie bei der ordentlichen Einbürgerung (Art. 11, 12 und 26 BüG). Das Wiedereinbürgerungsgesuch kann auch bei Wohnsitz im Ausland gestellt werden, wenn sie oder er «eng mit der Schweiz verbunden» ist (Art. 26 Abs. 1 Bst. b BüG).

### Bürgerrechtsnachweis
Der Erwerbsgrund für das Schweizer Bürgerrecht ist bei Zivilstandsdokumenten ausschliesslich auf dem „Bürgerrechtsnachweis für schweizerische Staatsangehörige“ ersichtlich.

## Verlust
Der Verlust des Schweizer Bürgerrechts kann auf verschiedene Arten eintreten:
- Ein im Ausland geborenes Kind eines Schweizers verwirkt sein Schweizer Bürgerrecht, wenn es eine weitere Staatsbürgerschaft besitzt und nicht bis zur Vollendung des 25. Lebensjahres einer schweizerischen Behörde gemeldet worden ist (Art. 7 BüG).
- Im Ausland lebende Doppelbürger können auf eigenes Gesuch aus dem Schweizer Bürgerrecht entlassen werden, falls sie eine weitere Staatsbürgerschaft besitzen oder ihnen diese zugesichert ist (Art. 37 BüG).
- Wird eine Einbürgerung durch falsche Angaben oder durch Verheimlichung von erheblichen Tatsachen erschlichen, so kann die Einbürgerung innerhalb acht Jahren für nichtig erklärt werden (Art. 36 BüG).
- Einem Doppelbürger kann das Schweizer Bürgerrecht entzogen werden, wenn sein «Verhalten den Interessen oder dem Ansehen der Schweiz erheblich nachteilig ist» (Art. 42 BüG, Art. 30 BüV). Diese Massnahme ist aber nur bei schweren Verbrechen möglich, beispielsweise bei Kriegsverbrechern, und setzt eine rechtskräftige Verurteilung voraus, sofern diese möglich ist. 2019 hat das Staatssekretariat für Migration erstmals einem Doppelbürger die Schweizer Staatsbürgerschaft entzogen, weil der Jihadist für eine islamistische Terrororganisation Propaganda betrieben und Kämpfer rekrutiert hatte.[12]
- Wird das Kindesverhältnis zum Schweizer Elternteil aufgehoben, so verliert das Kind das Schweizer Bürgerrecht, sofern es dadurch nicht staatenlos wird (Art. 5 BüG).
- Wird ein minderjähriges Kind von einem Ausländer adoptiert, so geht das Schweizer Bürgerrecht verloren, falls es dadurch eine andere Staatsbürgerschaft erwirbt oder diese bereits besitzt und kein Kindesverhältnis zu einem Schweizer mehr besteht (Art. 6 BüG).

Ohne Nachweis über den Besitz einer fremden Staatsangehörigkeit darf aufgrund des völkerrechtlichen Übereinkommens zur Verminderung der Staatenlosigkeit die Staatszugehörigkeit nicht entzogen werden, damit soll die Schaffung von Staatenlosen vermieden werden.

## Rechte und Pflichten
Das Schweizer Bürgerrecht begründet Rechte und Pflichten.
Zu den Rechten gehören in erster Linie die politischen Rechte, also die Teilnahme an Wahlen und Abstimmungen sowie die Unterzeichnung von Referenden und Volksinitiativen (Art. 39, Art. 136 BV), sofern das 18. Lebensjahr vollendet ist und keine Entmündigung wegen Geisteskrankheit oder Geistesschwäche vorliegt. Weitere Rechte sind der Anspruch auf konsularischen und diplomatischen Schutz im Ausland (3. Titel des Auslandschweizergesetzes (ASG)), die Niederlassungsfreiheit (Art. 24 BV) sowie das Ausweisungs- und Auslieferungsverbot (Art. 25 BV: Auslieferung nur mit dem Einverständnis des Betroffenen).
Andererseits begründet das Schweizer Bürgerrecht unter anderem die Wehrpflicht (Art. 59 BV) für Männer, wobei unter Voraussetzungen die Möglichkeit eines zivilen Ersatzdienstes besteht, und das Verbot des Dienstes in einer fremden Armee (Art. 94 Militärstrafgesetz). Ausnahme bildet, gemäss Bundesratsbeschluss vom 15. Februar 1929, der Dienst in der Päpstlichen Schweizergarde.
Zudem werden Schweizer Bürger im Kanton Schaffhausen verpflichtet, an kantonalen Wahlen teilzunehmen (Stimm- und Wahlpflicht).
Das Freizügigkeitsabkommen mit der Europäischen Union gewährt Schweizer Bürgern dort die Freizügigkeit.

## Geschichte
Ein allgemeines Schweizer Bürgerrecht wurde erstmals in der helvetischen Verfassung von 1798 festgeschrieben, nach französischem Vorbild. Der Bundesvertrag von 1815 sah dieses aber bereits nicht mehr vor, einzelne Kantone sicherten sich in Konkordaten aber zu, ihren Bürgern gegenseitig Niederlassungsfreiheit zu gewähren.
Die Bundesverfassung von 1848 erklärte alle Kantonsbürger zu Schweizer Bürgern. Die Festlegung der Bedingungen für Erwerb und Verlust des Bürgerrechts blieb allerdings Sache der Kantone. Schweizweit rechtlich gleichgestellt waren allerdings vorerst nur die Männer christlicher Konfession, die (männlichen) Juden folgten 1867. Mit der neuen Bundesverfassung von 1874 erhielt der Bund die Aufsicht über die Einbürgerungen; 1888 bekam er zudem die Kompetenz, das Bürgerrecht aus familienrechtlichen Gründen zu regeln.
In der Bundesverfassung von 1848 wurde ausdrücklich festgehalten, dass das Schweizer Bürgerrecht nicht entzogen werden kann (Art. 43: «Kein Kanton darf einen Bürger des Bürgerrechtes verlustig erklären»). Dies stand jedoch im Widerspruch zur Rechtspraxis, dass jede Schweizerin, die einen Ausländer ehelichte, das Schweizer Bürgerrecht verlor. Zudem wurden durch die Teilrevision der Bundesverfassung von 1928 weitere Ausbürgerungen ermöglicht. Im Zuge des Vollmachtenregimes während des Zweiten Weltkriegs wurden dazu zwei Bundesratsbeschlüsse von 1941 und 1943 erlassen, welche bis 1947 in Kraft waren. Diese erlaubten es, das Schweizer Bürgerrecht wegen «unschweizerischen» Verhaltens zu entziehen.
Das Heimatlosengesetz von 1850 legte die Grundlage für die formalrechtliche Integration der Heimatlosen in die Gesellschaft. In der ersten Hälfte des 19. Jahrhunderts lebten im Gebiet der heutigen Schweiz tausende von «Heimatlosen»; Personen die in keiner Gemeinde oder Korporation ein Bürgerrecht besassen. Bei den Meisten wurde das Bürgerrecht bereits ihren Vorfahren aberkannt; Gründe dafür waren Mittellosigkeit, «liederlicher Lebenswandel», aussereheliche Geburten, ungesetzliche Eheschliessungen oder konfessionelle Konversionen. Die kleinere Gruppe betraf die Fahrenden. Heimatlose durften sich nirgends niederlassen und zogen deshalb von Ort zu Ort. Sie durften nicht legal heiraten und waren von der kommunalen Armenfürsorge ausgeschlossen. Sie lebten in bitterer Armut. Zwischen 1850 und 1878 wurden rund 30'000 Personen, teilweise gegen den Widerstand der betroffenen Gemeinden, zwangsweise eingebürgert. Das Gesetz hatte jedoch auch zum Ziel, die fahrende Lebensweise zum Verschwinden zu bringen. Ein Grossteil der Neubürger bzw. ihrer Nachkommen konnte sich aus ihrer misslichen Lebenslage befreien und gliederte sich in die bürgerliche Gesellschaft ein. Ein Teil der Fahrenden entzog sich der Assimilation und setzte das Leben auf der Landstrasse fort.
Seit Ende des 19. Jahrhunderts kam es wie in anderen europäischen Ländern auch zu einer Debatte über und die «Bekämpfung der Überfremdung». Im Jahr 1952 (Inkrafttreten: 1. Januar 1953) beschloss die Bundesversammlung das Bundesgesetz über Erwerb und Verlust des Schweizerbürgerrechts. Hatte bisher eine Schweizerin durch die Heirat mit einem Nichtschweizerbürger ihr Bürgerrecht verloren, konnte sie es neu behalten, wenn sie eine entsprechende Erklärung vor oder während der Eheschliessung abgab. Gleichzeitig erhielten Frauen, die wegen ihrer Verheiratung mit einem Nichtschweizerbürger ihr Schweizer Bürgerrecht verloren hatten, ihr Bürgerrecht auf Gesuch hin zurück, was in den Jahren ab 1953 zu einer grossen Zahl von Wiedereinbürgerungen gebürtiger Schweizerinnen führte. Es gab immer wieder Fälle, in denen ausgebürgerte Schweizerinnen wegen Armut oder Krankheit in das häufig fremde Land ihrer Ehemänner ausgeschafft wurden. In einigen dokumentierten Fällen wurden die Frauen in Nazi-Konzentrationslagern ermordet.
Mehrere Volksinitiativen zur Einwanderungspolitik in der Schweiz, die so genannten Schwarzenbach-Initiativen, die auch Bestimmungen über die Einbürgerung vorsahen, scheiterten in Volksabstimmungen der 70er-Jahre. So wurden 1970 und 1977 die Initiativen abgelehnt, die vor einer «Überfremdung»  und zu leichter Einbürgerung warnten und diese deswegen restriktiver handhaben wollten. So wollte die Initiative von 1970 auch in der Verfassung festschreiben, dass nur eine «einzige Massnahme zur Reduzierung des Ausländeranteils» zulässig sein sollte, nämlich dass «das Kind ausländischer Eltern von Geburt an Schweizerbürger ist, wenn seine Mutter von Abstammung Schweizerbürgerin war und die Eltern zur Zeit der Geburt ihren Wohnsitz in der Schweiz haben». Diese Idee steht in einer längeren Tradition: Schon seit Ende des 19. Jahrhunderts waren «Massnahmen zur Bekämpfung der Überfremdung» diskutiert wurden, darunter auch erleichterte Einbürgerungen. 1928 hatte eine Volksabstimmung einer Revision der Bundesverfassung mit dem gleichen Inhalt zugestimmt, zu einem entsprechenden Gesetz kam es jedoch nie. Wenn die Initiative angenommen worden wäre, hätte dies ein verfassungsmässiges Verbot der Einführung des Ius soli in der Schweiz bedeutet. 1974 wurde eine Initiative verworfen, welche die Zahl der Einbürgerungen auf jährlich 4000 beschränken wollte. Das restriktive Einbürgerungsklima wurde 1978 in dem erfolgreichen Spielfilm Die Schweizermacher persifliert.
In den 70er- und 80er-Jahren kam Kritik an der Ungleichbehandlung von Männern und Frauen beim Bürgerrecht auf. Als Folge erhielten 1978 die Kinder von Schweizerinnen, die mit einem Ausländer verheiratet waren, automatisch das Gemeinde- und Kantonsbürgerrecht der schweizerischen Mutter. Da diese Regel rückwirkend eingeführt wurde, stieg die Zahl der Einbürgerungen in den Jahren 1978/79 vorübergehend markant an. Ab 1988 mussten Frauen keine Erklärung mehr abgeben, um bei der Heirat mit einem Ausländer das Schweizer Bürgerrecht zu behalten. Zum 1. Januar 1992 entfiel die Regelung, wonach eine Ausländerin durch die Heirat mit einem Schweizer Bürger automatisch dessen Gemeinde- und Kantonsbürgerrecht und somit das Schweizer Bürgerrecht erwarb. Gleichzeitig erhielten mit einer Schweizerin verheiratete Ausländer die Möglichkeit der erleichterten Einbürgerung. Männer und Frauen waren bezüglich Einbürgerung durch Heirat damit gleichgestellt. Im gleichen Jahr wurde auch schweizerseits die doppelte und mehrfache Staatsangehörigkeit uneingeschränkt möglich.
Wiederholt gab es Bestrebungen, in der Schweiz aufgewachsenen jugendlichen Ausländern (Secondos) die erleichterte Einbürgerung zu ermöglichen. Entsprechende Verfassungsänderungen resp. Bundesbeschlüsse wurden jedoch in den Abstimmungen von 1983, 1994 und 2004 durch Volk und Stände deutlich verworfen. Auch die 2017 angenommene erleichterte Einbürgerung der in der Schweiz geborenen Enkel eingewanderter Ausländer war 2004 noch deutlich abgelehnt worden.
Gegen Ende der 90er-Jahre reichte die Schweizerische Volkspartei (SVP) in verschiedenen Gemeinden Initiativen ein, die forderten, dass über Einbürgerungsgesuche in einer Volksabstimmung entschieden werden sollte. Die Verfassungsmässigkeit solcher Abstimmungen war umstritten, so erklärte der Gemeinderat der Stadt Zürich 2000 eine Initiative mit diesem Ziel für ungültig, ein Entscheid, den das Bundesgericht 2003 letztinstanzlich bestätigte. In anderen Gemeinden wie dem luzernischen Emmen wurden hingegen Urnenabstimmungen über Einbürgerungen eingeführt. Im April 2000 erhoben mehrere Personen, deren Einbürgerungsgesuche von der Gemeinde Emmen abgelehnt wurden, Beschwerden. Das Bundesgericht hiess ihre Beschwerden 2003 gut und kam zum Schluss, dass Urnenabstimmungen über Einbürgerungen verfassungswidrig seien, da Einbürgerungsentscheide einen Verwaltungsakt darstellen und begründet sein müssen. Dies ist aber bei Urnenabstimmungen inhärent nicht gegeben. Als Reaktion auf dieses Urteil lancierte die Schweizerische Volkspartei die Eidgenössische Volksinitiative «für demokratische Einbürgerungen». Diese verlangte folgende Verfassungsbestimmung: «Die Stimmberechtigten jeder Gemeinde legen in der Gemeindeordnung fest, welches Organ das Gemeindebürgerrecht erteilt. Der Entscheid dieses Organs über die Erteilung des Gemeindebürgerrechts ist endgültig.» Die Initiative wurde in der Volksabstimmung vom 1. Juni 2008 vom Stimmvolk verworfen, so dass Urnenabstimmungen über Einbürgerungen verboten blieben.
Das Parlament nahm am 20. Juni 2014 eine Totalrevision des Bürgerrechtsgesetzes an, welche die Integrationskriterien, Einbürgerungsverfahren und die Gebühren auf Bundesebene anpasste und die Anforderungen für die Erlangung des Schweizer Bürgerrechts verschärfte. Gestützt auf das Gesetz verabschiedete der Bundesrat am 17. Juni 2016 die Bürgerrechtsverordnung (BüV); das Gesetz und die Verordnung traten auf den 1. Januar 2018 in Kraft. Demnach muss ein Antragsteller zur Erlangung des Schweizer Bürgerrechts über eine Niederlassungsbewilligung (Ausweis C) verfügen, seit zehn Jahren in der Schweiz wohnhaft sein, integriert sein (mindestens einer Landessprache mächtig sein), die öffentliche Sicherheit und Ordnung sowie die Werte der Bundesverfassung achten, am Wirtschaftsleben oder am Bildungserwerb teilnehmen, sich für die Integration der eigenen Familie einsetzen, mit den Lebensverhältnissen in der Schweiz vertraut sein, und er darf die innere und äussere Sicherheit der Schweiz nicht gefährden.